# К христианскому дворянству немецкой нации
К христианскому дворянству немецкой нации (нем. An den christlichen Adel deutscher Nation) — сочинение Мартина Лютера, написанное им в 1520 году, в котором он обосновывает идеи всеобщего священства и двух царств. Обращено к немецкому дворянству как к надежде на исправление христианства.

## Содержание

### Первая стена
Лютер критикует идею разделения церкви на клириков и мирян, поскольку все христиане принадлежат к духовному сословию. Отсюда следует право каждого христианина крестить и отпускать грехи. Лютер также отрицает бытовавшую в римской церкви неподсудность священников светским властям, поскольку светская власть — часть христианского тела.

Все христиане воистину принадлежат к духовному сословию и между ними нет иного различия, кроме разве что различия по должности

### Вторая стена
Свобода христианам истолковывать Священное Писание и обличать заблудших предстоятелей Церкви.

### Третья стена
О праве каждого христианина созвать Собор.

### Предложения
- Упразднить пышность церковных иерархов
- Сократить число кардиналов
- Сократить число римской курии
- Церковная подать, взимаемая с немецких земель должна оставаться в Германии
- Право епископа назначаться другим епископом (а не папой)
- Запрет совмещения светской и духовной власти.
- Выборность и подотчетность пастора местной общине. «жители каждого города из своей среды выбирают образованного, благочестивого горожанина, поручают ему пастырское служение и содержат его за счет общины»
- Необязательность целибата
- Запрет отлучения за мирские дела
- Предпочтительность перенесения праздников на воскресенье во избежание безделия: «пусть будут отменены все праздники, за исключением воскресенья»
- Запрет христианам просить милостыню: «Никто из христиан не должен просить милостыню»
- Апология Яна Гуса: «я не нашел у него ничего ложного»
- Утверждение соприсутствия в евхаристии хлеба и тела, а также вина и крови.